# Karl Staaff
Karl Albert Staaff (Estocolmo, 21 de enero de 1860 - ibídem, 4 de octubre de 1915) fue un político sueco, dos veces primer ministro de su país.
Abogado de profesión, fue jefe del Partido Coalición Liberal entre 1907 y 1915, y ocupó el cargo de primer ministro entre el 7 de noviembre de 1905 y el 29 de mayo de 1906, y por segunda vez entre el 7 de octubre de 1911 y el 17 de febrero de 1914.
Estuvo activo en el movimiento sueco por el sufragio universal y como primer ministro por el Partido Liberal, impulsó en 1905 la introducción del sufragio democrático limitado para los hombres. Su sucesor Nils Edén finalmente logró dar un paso más allá y llegar al sufragio universal en 1918.
Staaff intervino en un duro conflicto con el establishment sueco conservador, y se convirtió en una figura odiada entre los conservadores, monárquicos y antidemocráticos.
Se lanzó una intensa campaña de difamación contra él, pintándolo como el destructor de la tradición y la sociedad suecas: los estocolmeses ricos llegarían hasta comprar bandejas hechas con la forma de su cabeza. Sus políticas acérrimamente antimilitaristas ganeraron la mayor campaña de recolección de fondos en la historia de Suecia hasta ese momento, las 12 millones de coronas para el acorazado costero HMS Sverige, que fueron obtenidas en pocos meses en 1912. Staaff habría de morder el anzuelo, y el acorazado se construyó.  
En 1914 Staaff renunció al gobierno, en señal de protesta, después de que los conservadores convocaran una manifestación de agricultores frente al castillo de la corte real en Estocolmo, donde el rey Gustavo V -que de acuerdo a la ley debía permanecer ajeno a la política- denunció las políticas de defensa pacifistas de Staaff, en lo que se denominó la "Crisis del Patio".
El actual partido liberal sueco Partido Liberal del Pueblo lo considera como el primero entre los más prominentes líderes del liberalismo sueco durante el Siglo XX, seguido por parlamentarios como Nils Edén, Carl Ekman, el Premio Nobel Bertil Ohlin, Gunnar Helén, Per Ahlmark y Bengt Westerberg.
| Predecesor: Christian Lundeberg | Primer ministro de Suecia 1905-1906 | Sucesor: Arvid Lindman        |
| Predecesor: Arvid Lindman       | Primer ministro de Suecia 1911-1914 | Sucesor: Hjalmar Hammarskjöld |

- Datos: Q53292
- Multimedia: Karl Staaff / Q53292